# Friday the 13th: Killer Puzzle
Pour les articles homonymes, voir Friday the 13th (homonymie).
Friday the 13th: Killer Puzzle est un jeu vidéo d'horreur sur iOS, Android, Steam, et Nintendo Switch développé par Blue Wizard Digital. Sorti le 20 janvier 2018 aux États-Unis et le 13 avril 2018 dans le monde. Il s'agit du quatrième jeu vidéo officiel basé sur la franchise Vendredi 13,.
Le jeu a remporté l'appli iOS de la semaine le 26 janvier 2018.

## Système de jeu
Le joueur contrôle Jason Voorhees en le faisant glisser autour d'un puzzle isométrique pour attaquer les victimes. Il y a plusieurs épisodes, allant des terrains de camping à l'espace extra-atmosphérique,.